# Jumellea densifoliata
Jumellea densifoliata là một loài thực vật có hoa trong họ Lan. Loài này được Senghas mô tả khoa học đầu tiên năm 1964.